# Energisäkerhet
Energisäkerhet är ett försvarspolitiskt begrepp som av Internationella energirådet definieras som "oavbruten tillgång till energiresurser till ett överkomligt pris". FOI lägger också till parametrar som att energitillgången skall försäkra att "samhällets funktion nu och i framtiden inte skall äventyras".
För en långsiktig energisäkerhet krävs investeringar för energitillförsel som går hand i hand med ekonomisk utveckling och krav på hållbar tillväxt, medan diskussioner om kortsiktig energisäkerhet snarare fokuserar på ett systems förmåga att hantera plötsliga förändringar i energins utbud och efterfrågan. Både energibrist och priser som är allt för rörliga eller utan konkurrens är således aspekter av energisäkerhet. Säkra energitillgångar kräver också en säker tillförsel genom fungerande produktionsanläggningar och god infrastruktur för energiöverföring. I energisäkerhetsdiskussioner ingår också klimatförändringens påverkan på energisäkerheten.
På den internationella oljemarknaden, om priserna följer utbud och efterfrågan, råder sällan risk för tillgångsbrist på energi. Istället oroar man sig mer om snabba och extrema pristoppar. Tillgångsbristen blir påtagligare på marknader där systemen för överföring måste hållas i balans, med förekomsten av bland annat naturgas och elektricitet. Denna brist ökar om restriktioner på kapaciteten förekommer, eller där prismekanismer förhindras styra utbud och efterfrågan.

## Begreppets tillkomst och historia
Energisäkerhet som begrepp har skiftat något i sin användning beroende på historisk kontext. Konceptet som sådant växte fram i samband med mekaniserade krig under 1800-talet, men blev synonymt med diversifiering av energikällor när Storbritannien bytte kol mot olja i skeppen i sjökrigföringen mot Tyskland. I en amerikansk kontext innebar det att tillförsäkra tillgång till energi i händelse av krig. Efter oljekriserna på 1970-talet har begreppet fokuserat på energimässig självständighet. I samband med detta tillkom organisationer som Internationella energirådet och förekomsten av strategiska oljereserver.

## Hot mot energisäkerhet
På en global nivå identifierar den amerikanske akademikern Mazen Labban tre tydliga hot mot energisäkerheten:
1. 'resursnationalism' i länder med oljeframställning och den påverkan det får på de globala oljereserverna.
2. växande oljeefterfrågan i utvecklingsländer
3. attacker på energiinfrastruktur från terroristgrupper.

För att klara av eller förhindra dessa hot föreslår han som lösningar ett fritt flöde av handelsvaror och riskkapital, multilaterala överenskommelser och militärt skydd av viktig infrastruktur.

### När marknaden misslyckas
Liberaliseringar av oljemarknaden på 1980-talet minskade beroendet av OPEC och diversifierade oljemarknaden, vilket kan anses ha lett till en större energisäkerhet under 1980-talet. Sovjetunionens fall innebar en vidareutveckling av samma fenomen, men under 2000-talets början närmade sig istället Ryssland OPEC, och detta i samband med det påbörjade kriget mot terrorn, invasionen av Irak samt flera händelser i omvärlden – strejker i Venezuela och attacker på infrastrukturen i Nigeria till exempel – bidrog till en minskad energisäkerhet. Dessutom tilltog den så kallade 'resursnationalismen' när höga oljepriser tillsammans med ekonomisk återhämtning gjorde statligt ägda bolag alltmer intresserade av att profitera på oljeframställning. Många av dessa bolag har etablerat sig på den internationella marknaden, och tillsammans med OPEC:s nya framgångar har detta setts som hot mot de tidigare strukturerna på den globala energimarknaden.
| ”                                                           | Energisäkerheten befinner sig oundvikligen i en större kontext av övergripande säkerhet och internationella relationer. I en värld där man blir alltmer beroende av varandra kommer energisäkerheten bero på i hur hög grad länder kan hantera sina relationer med varandra, oavsett om det är bilateralt eller inom multilaterala ramverk. | „ |
| – Daniel Yergin 2007 i tal till den amerikanska kongressen. | |   |

Den amerikanske författaren Daniel Yergin konstaterade att för att dessa marknadsmisslyckanden ska åtgärdas måste man erkänna att marknaden i sig utgör en säkerhet. En fungerande marknad klarar av fluktuerande priser och prischocker, och blir mer motståndskraftigt mot specifika gruppers inflytande (så länge marknaden är säker). En fri energimarknad, när hög efterfrågan eller utbudsbrist trissar upp priser, kan också möjliggöra eller tvinga fram energiinnovationer.
Många experter menar dock att marknaden själv inte kan tillförsäkra full energisäkerhet, inte nödvändigtvis på grund av brister i marknaden, utan på grund av att det i marknaden finns aktörer som spelar efter icke-marknadsmässiga regler – bland annat OPEC och de statligt ägda internationella bolagen. Labban menar att en del av lösningen ligger i att skapa internationella institutioner och multilaterala överenskommelser som säkrar spelregler för en liberaliserad energimarknad med frimarknadsmekanismer.

### Statliga bolag
Statliga energibolag kan innebära minskad energisäkerhet både i länder som producerar och konsumerar energin; den förstnämnda bland annat genom begränsningar av möjligheterna till expansion, den sistnämnda snarare tvärtom: just genom att expandera till marknaden.
Statligt ägda bolag i produktionsländer kan hindra det fria flödet av kapital och högteknologi till uppströmsindustrin. Bristen på utländskt kapital gör då att teknologin får svårt att utvecklas i den takt som den komplexa industrin kräver, vilket gör att transnationella företag flyttar teknologi och kapital till regioner som är mindre produktiva. Detta i sin tur ökar kostnaden på världsmarknaden. Dessutom bidrar statliga energibolag ofta till att priserna ökar genom att nationella mål kan förhindra fokus på kärnverksamheten. Statliga bolag är ej heller lika mottagliga för prissignaler, och förekomsten av subventioner gör att efterfrågan kan fortsätta vara hög trots ökande internationella priser.
Statligt ägda bolag i konsumtionsländer kan på ett plan vara positivt, genom att de kan nå dit transnationella bolag annars inte hade velat eller kunnat nå, och därmed bidra till en större energimarknad. De statliga bolagen har dock tillgång till billiga lån från respektive regeringar. Detta kan också bidra till att det statliga bolaget kan erbjuda avtal med företaganden som ett transnationellt inte skulle kunna: förbättrad infrastruktur, telekommunikation och bistånd, för att nämna några exempel. I sin tur kan detta leda till att statliga bolag blir mer konkurrenskraftiga än privata. De bilaterala avtal som upprättas skulle, om de fick spridning, kunna leda till att den globala handeln och globaliseringen bryts upp i en mängd bilaterala avtal eller preferentiella handelsavtal.

### Energisäkerhet och terrorism
På två plan har frågan om energisäkerhet nära koppling till frågan om terrorism, och kriget mot terrorismen: när det kommer till finanser, och fysisk infrastruktur. Höga oljepriser gör att även terrororganisationer intresseras av energimarknaden; samtidigt har en av huvudstrategierna i kriget mot terrorismen varit att kringskära terrororganisationernas tillgång till kapital. Samtidigt har terrororganisationer som al-Qaida varit som störst när oljepriserna varit som lägst, och dessutom kan låga oljepriser tjäna terrororganisationer på det vis att länder som producerar olja när priset är lågt drabbas av minskande ekonomi, något som kan spela terrororganisationer i händerna. Bland annat al-Qaida har just haft som mål att attackera energiinfrastruktur för att både underminera de oljeproducerande ländernas ekonomi och få oljepriserna i västvärlden att stiga. I många fall utgör handelsvaror dessutom en riskfaktor för inbördeskrig, vilket gör att många områden i världen som är rika på oljeresurser råder stor risk för inbördes stridigheter om tillgången till fynden. Resursförbannelsen leder ofta till resursräntor som potentiellt kan öka ett lands klyftor, något som bland annat Usama Bin Laden använde för att rättfärdiga terrorism på arabiska halvön.
När det kommer till infrastruktur har energiutvecklingen de senaste decennierna inneburit att källorna ligger allt längre bort, vilket kräver lång energitransport – något som leder till att attacker eventuellt kan orsaka större problem. Blott förväntningarna på att det skulle kunna hända något kan vara av större betydelse än att något faktiskt har hänt. Högre priser kan då leda till större utbudsosäkerhet, när stater där terrorism i någon del av kedjan finansieras får ökande intäkter. Labban menar att detta bara kan hanteras genom ett skydd av infrastrukturen i sin helhet, av alla dess delar – dels också då attacker både kan ske på och genom infrastrukturen. Den tilltagande komplexiteten i processen gör att infrastrukturen dessutom breddas till att innefatta finans, infrastruktur och telekommunikation.

## Hantering av energisäkerhet
En av de faktorer som kunde inverka menligt på energisäkerheten, resursnationalism genom statliga bolag, kan dock hanteras. Mazen Labban konstaterar att de statliga bolagen bör integreras på marknaden, och att det bör skapas en "internationell ekonomisk arkitektur" för att hantera detta. För att bemöta de oljeproducerande ländernas karteller kan oljekonsumerande länder skapa en motsvarande kartell, något Labban menar skulle garantera energisäkerheten. För att integrera framväxande producenter, som Ryssland och Brasilien, och därigenom skapa möjlig konkurrens till OPEC, lyfter han tre möjliga åtgärder:
1. Utvidgning av internationella energirådet (IEA).
2. Etablera en kooperativa överenskommelser inom IEA.
3. Etablera kooperativa överenskommelser mellan utvecklingsländer, och låta dessa samarbeta med IEA.

Labban menar att fördelen med att använda sig av IEA för att integrera utvecklingsländer på energimarknaden är att det leder till marknadsbaserade spelregler. USA:s försvarsdepartement menar att USA måste använda militär makt för att försäkra lika tillgång till globala allmänintressen och för att flödet av de för världssamfundet så viktiga energiresurserna inte förhindras. Man menar att globaliseringen och den tilltagande interdependensen leder till ökande osäkerheter, även när icke-konventionell krigföring med biologiska, kemiska och kärnvapen förekommer, och att man därför måste planera hur man militärt ska försäkra sig mot energiosäkerhet.
Utöver IEA kan hot mot energisäkerheten hanteras genom att arbeta för att en öppen marknad sprids, genom multilaterala avtal som tillförsäkrar att material och finans kan röra sig fritt, genom militärt skydd från internationella organisationer som Nato eller genom att lokala polisstyrkor och militärstyrkor i utsatta områden tränas. På längre sikt minskar risken för energiosäkerhet genom att demokrati och friare marknader sprids, och goda klimat för investeringar och gott förvaltningsskick som motverkar resursnationalismen.